# Hans Michael Bungter
Hans Michael Bungter (* 8. Juni 1896 in Leipzig; † 21. Dezember 1969 in Mölkau) war ein deutscher Grafiker und Maler.

## Leben und Werk
Bungter machte von 1910 bis 1914 in Leipzig eine Lehre als Dekorationsmaler. Von 1920 bis 1924 studierte er in Leipzig bei Hermann Delitsch, Alois Kolb, Walter Buhe und Hans Soltmann an der Staatlichen Akademie für graphische Künste und Buchgewerbe. Danach arbeitete er in Leipzig als freischaffender Künstler, vor allem als Buchillustrator und Exlibriskünstler. Von 1929 bis 1933 unterrichtete er Schriftgestaltung an der Fichte-Hochschule Leipzig und von 1948 bis 1951 lehrte er an der Volkshochschule in Leipzig.
Bungter war in erster Linie Grafiker, vor allem Radierer und Holzschneider. Er gestaltete 168 Exlibris und gehörte zu den wichtigen Exlibris-Künstlern. Bungter illustrierte und gestaltete eine bedeutende Anzahl von Büchern, darunter auch Einbände für antisemitische Titel. Daneben schuf er auch einige Gemälde.
Bungter gehörte zum Freundeskreis des Leipziger Buchhändlers und Antiquars Karl Markert (1888–1969).
Von Bungter geschaffene Exlibris befinden sich u. a. im Museum Schloss Burgk, Schleiz, im Frederikshavn Art Museum and Exlibris Collection und in der Staatsbibliothek von Victoria, Melbourne.

## Werke (Auswahl)

### Grafik und Malerei
- Schmiedeberg (sechs Holzschnitte, 1925; Mappe im Dübener-Haide-Verlag, Bad Schmiedeberg)[3]
- Düben an der Mulde (sechs Holzschnitte; 1925)
- Stillleben mit Sonnenblumen (Tafelbild, Öl)[4]

### Buchillustrationen (Auswahl)
- Heinrich von Kleist: Der Zweikampf. W. Scherling, Leipzig, 1923 (mit fünf ganzseitigen Original-Holzschnitten)
- Richard Dehmel: Kindergeschichten. Hermann Eichblatt Verlag, Leipzig-Gohlis (Reihe Eichblatts Deutsche Heimatbücher)
- Elsa Faber von Bockelmann: Zwölf Märchen für Kinder. Verlag Erich Matthes, Leipzig, um 1930
- Hedwig Steiner: Brumme – Ein Märchen. Rudolf Schneider Verlag, Markersdorf, 1932
- Karlheinz Richter: Hans sucht den Kampf. Eine Erzählung für die Hitlerjugend. 1935
- Kurt Gerlach: Einmal lebt ich wie die Götter ... Erich Matthes, Hamburg, 1949 (Privatdruck in der Serie „Denkmale und Freundesdank“)
- In unserem Garten Bilder und Verse. Verlagsbuchhandlung Erich Matthes, Hamburg, 1954 (Privatdruck mit Gedichten Bungters)

## Ausstellungen
- 2019: Berlin, RUDI-Nachbarschaftszentrum (in Memoriam; anlässlich des 30. Berliner Exlibris-Treffens)